# アドブレーン (山梨県)
株式会社アドブレーン社は、山梨県を拠点とする山日YBSグループの広告代理店である。

## 概要
山梨県最大のマスメディアグループ企業という強みを持っており、山梨県内の広告業売上の56%を当社が占めている(2003年現在)。業務内容としてはグループ内企業の新聞広告やテレビ・ラジオCMを一括管理しているほか、Jリーグ・ヴァンフォーレ甲府が主催するホームゲームのピッチ看板や広告横断幕も管理している。
また、近年デジタル領域のマーケティング、プランニングにも力を入れており、マス広告で培ったアカウントを活かし、多くの企業のデジタルマーケティングやコンサルティングを請け負っている。

## 業務内容
- 山梨日日新聞の広告管理
- 山梨放送のテレビ・ラジオコマーシャルの管理
- ヴァンフォーレ甲府の広告管理
- CI開発、ブランディング
- デジタルマーケティング

## 沿革
- 1969年(昭和44年)‐山梨文化会館内に設立。当初は商業印刷業務やマーケティング業務も行なっていた。
- 1974年(昭和49年)‐商業印刷業務をサンニチ印刷に移管。
- 1975年(昭和50年)‐マーケティング業務を山梨放送に移管。
- 2023年(令和5年)-山日YBS営業本部内にWEB広告部を設立。